# ハダダトキ

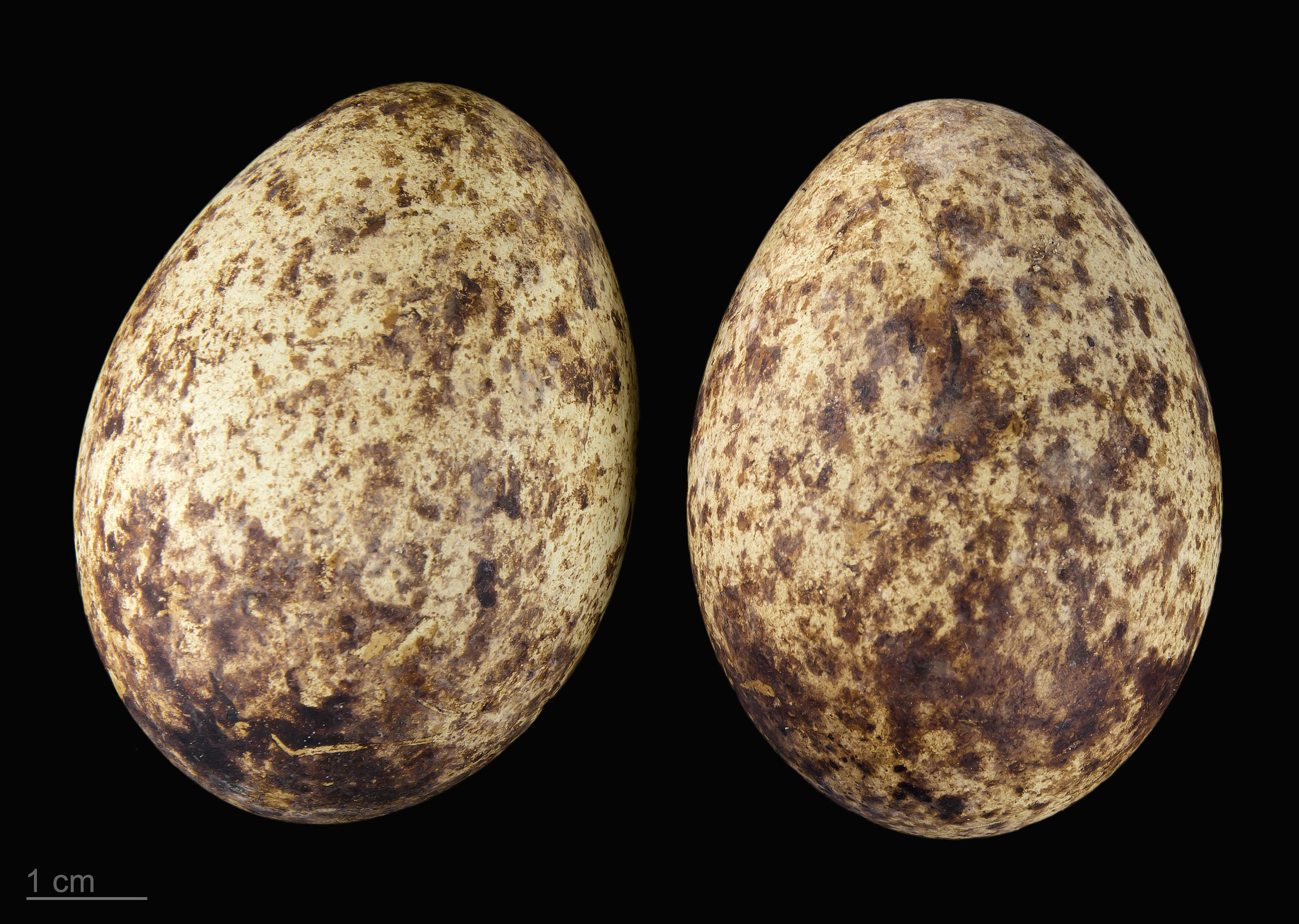
Bostrychia hagedash

ハダダトキ（学名:Bostrychia hagedash）は、ペリカン目トキ科に分類される鳥類の一種である。英名および和名は、独特な鳴き声からついた。

## 分布
スーダン、エチオピアからサハラ以南のアフリカに分布する。

## 形態
体長約76cm。頭部から頸にかけてと体の下面は灰褐色で、背中は緑色の光沢のある褐色である。冠羽はほとんどない。風切羽と尾は濃い褐色で青みがかった光沢がある。顔の皮膚の裸出部と脚は黒色。嘴は上部の基部が赤いほかは黒色である。
幼鳥は、成鳥に比べて体色に光沢がなく、くすんで見える。

## 生態
川沿いの森林や沼地、海岸付近のマングローブ林などに生息する。日中は番いもしくは小群で生活しているが、夜間にねぐらに集まる時は大群になることがある。
昆虫類、甲殻類、ミミズなどを捕食する。
番いで繁殖し、崖や樹上に営巣する。1腹2-4個の卵を産み、抱卵期間は25-36日である。

## 亜種
以下の3亜種に分類される。
- Bostrychia hagedash brevirostris
- Bostrychia hagedash nilotica
- Bostrychia hagedash hagedash